# Engter

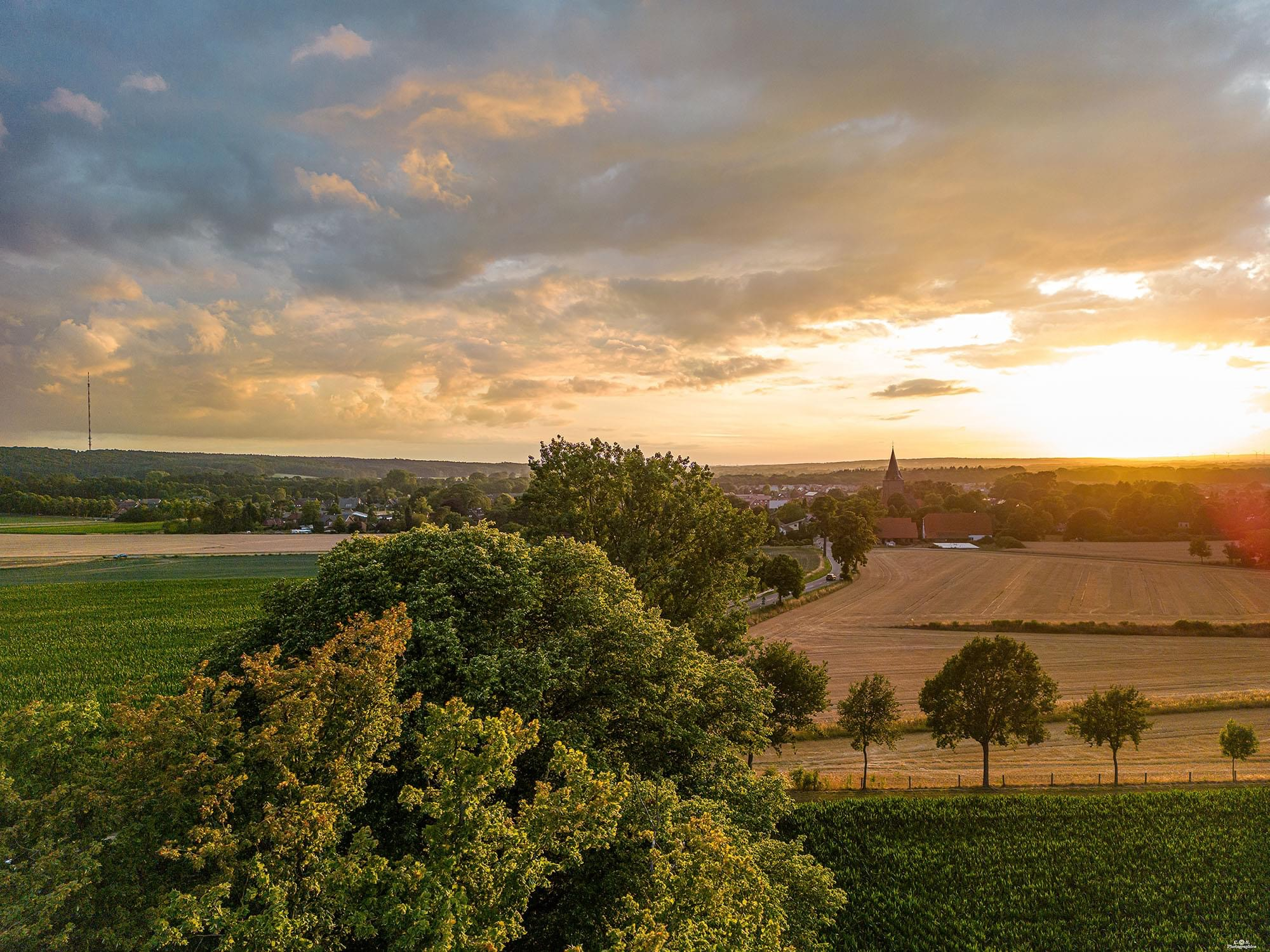
Engter by Bramsche Im Focus

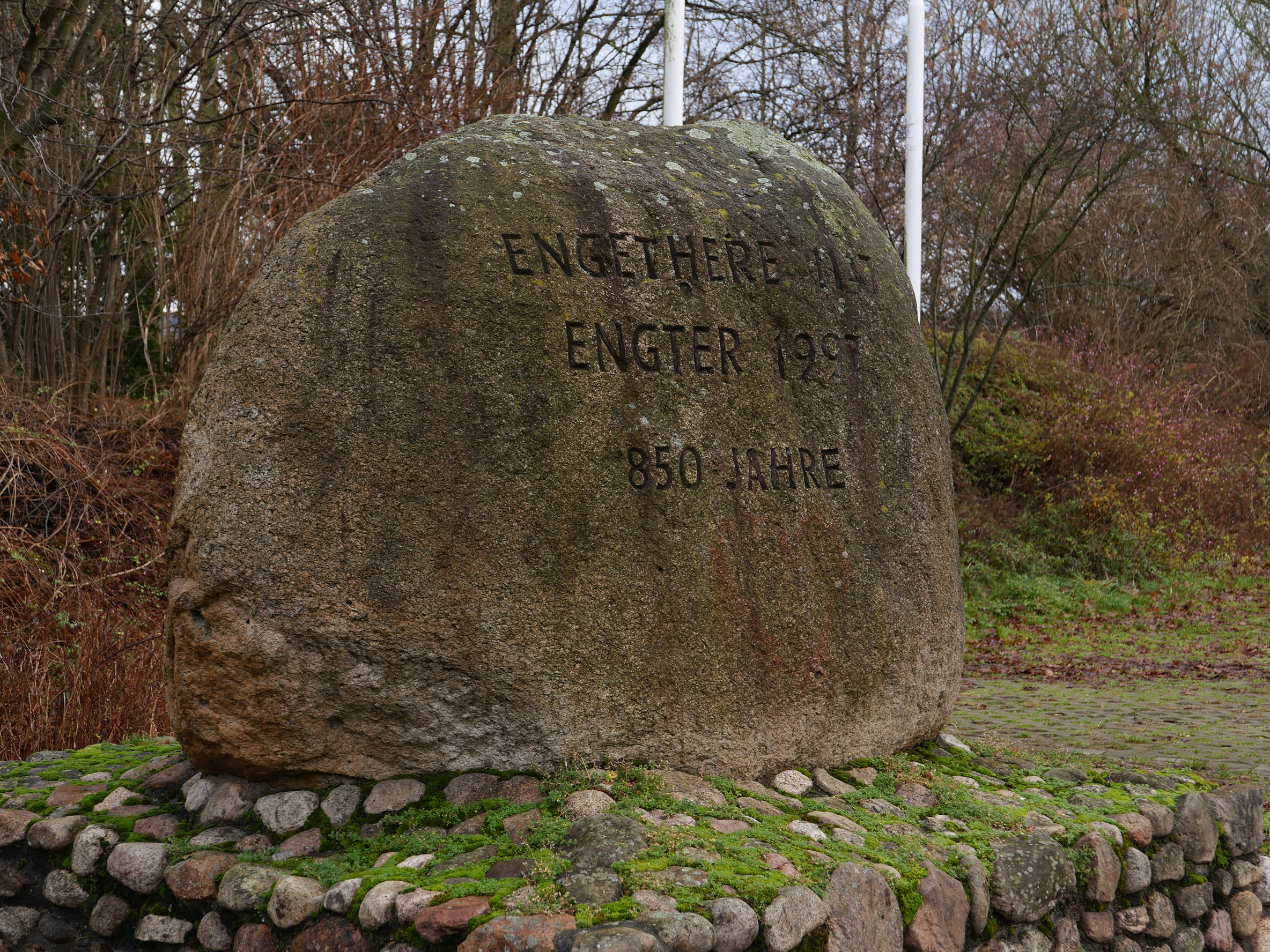
Findling zur Erinnerung der ersten urkundlichen Erwähnung im Jahre 1147

Engter ist ein Ortsteil der Stadt Bramsche in Niedersachsen.

## Geschichte
Ein Großsteingrab und Funde von Brandurnen belegen, dass die Gegend bereits in der frühen Steinzeit, aber auch in der späteren Bronze- und Eisenzeit, besiedelt war.
Das Dorf Engter wurde 1147 als „Engthere“ erstmals in einer Urkunde des Bischofs von Osnabrück erwähnt und 1183 als „Engethere“. Der Name könnte sich auf „eng“, also enge Stelle, wohl eher aber auf „Eng“, von „Ang“, gleich „nasse Wiese“ beziehen.

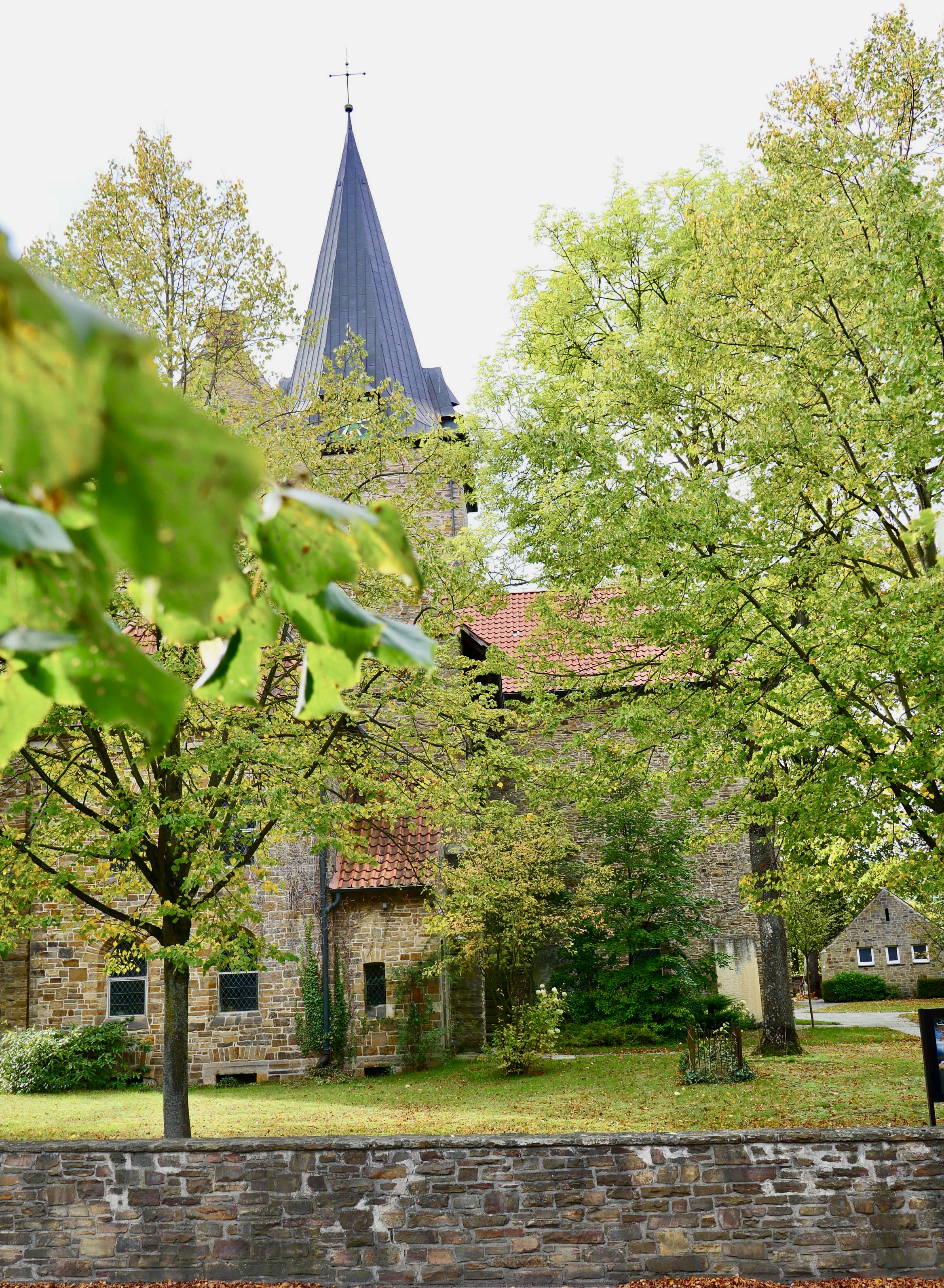
Kirche St. Johannis in Engter

## Religiöses
Engter und die angrenzenden Ortsteile gehörten bis 1229 zum Kirchspiel Bramsche.  Wegen der weiten Wegstrecke und die den Kirchgang behindernden Überschwemmungen der Hase, setzten die Bauern der Markgenossenschaft Engter den Bau einer Filialkirche auf eigene Kosten durch. 1229 erteilte der Osnabrücker Bischof Konrad I. von Velber die Baugenehmigung und traf Bestimmungen über die zu gründende Pfarre und ihren Geistlichen. Im 13. Jahrhundert wurde die dem Evangelisten Johannes geweihte St.-Johannis-Kirche errichtet. Bei dem Kirchgebäude handelt es sich ursprünglich um eine spätromanische Saalkirche mit zwei quadratischen Langhausjochen, gerade geschlossenem Chor und Westturm aus Bruchstein. Die Kirche wurde 1821/1822 nach Norden um einen rechteckigen, querschiffartigen Anbau ans östliche Langhausjoch erweitert. Ein gleichartiger Anbau nach Süden wurde 1913 errichtet, sodass der Grundriss nunmehr kreuzförmig ist. Von besonderer kulturhistorischer Bedeutung ist das Triumphkreuz aus dem späten 13. Jahrhundert in der St. Johannis (Engter).
Ein Everhardus sacerdos ist als erster Priester 1238 in Engeter in einer Urkunde des Bischofs  Konrads nachgewiesen.  Georg Monter war erster lutherischer Pastor der Kirchgemeinde. Die konfessionelle Zugehörigkeit blieb jedoch  strittig. Im ‚Normaljahr‘ 1624 war die Pfarre unter P. Georg Greuter lutherisch, wurde aber erst 1650 gemäß Art. 21 der Capitulatio perpetua den Lutheranern zuerkannt.
Zur Kirchengemeinde St. Johannis Engter gehören heute auch  Kalkriese, Schleptrup, Lappenstuhl und Evinghausen. Jährlich findet in Engter das Kirchweihfest („Bisse“) und der Jungscharballontag statt.

## Politik

### Ortsrat

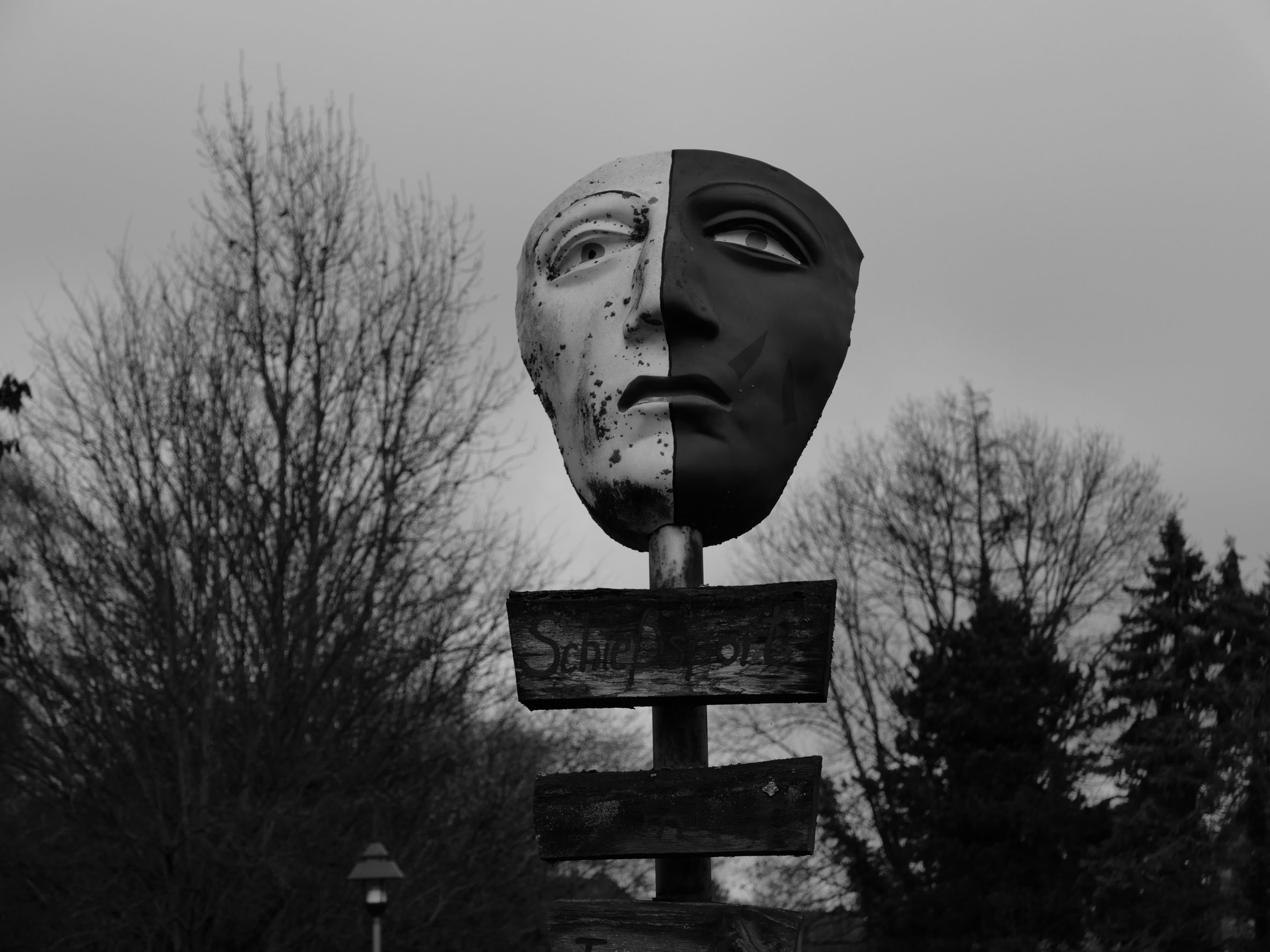
Replik einer in Kalkriese gefundenen römischen Gesichtsmaske im Luna-Park Engter

Der Ortsrat, der den Ortsteil Engter vertritt, setzt sich aus elf Mitgliedern zusammen. Die Ratsmitglieder werden durch eine Kommunalwahl für jeweils fünf Jahre gewählt. Die aktuelle Amtszeit begann am 1. November 2021 und endet am 31. Oktober 2026.
Bei der Kommunalwahl 2021 ergab sich folgende Sitzverteilung:
| Ortsrat 2021Insgesamt 11 Sitze - SPD: 5 - Grüne: 2 - CDU: 4 |

### Liste der Ortsbürgermeister
- 5. Dezember 1972 – 31. Oktober 1976 Herrmann Steinkamp
- 1. November 1976 – 31. Oktober 1991 Wilhelm Unkenholt
- 7. November 1991 – 31. Oktober 2011 Wilhelm Berkemeyer, Träger des Verdienstkreuzes am Bande[6]
- 1. November 2011 – 8. März 2018 Markus Wahlers
- 8. März 2018 – 13. November 2023 Ralf Seeleib (vor Ende der Amtsperiode verstorben)
- seit 8. Februar 2024 Ernst-August Rothert

## Kultus und Kultur
Eine Schule in Engter wird erstmals 1620 erwähnt, möglicherweise in einem Küsterhaus gegenüber der Kirche gelegen. Eine zweite Schule, eine Kirchspielschule „in der Art der westfälischen Bauernhäuser“ mit Lehrerwohnung im „Alten Dorf Nr. 41“, ist für das Jahr 1795 nachgewiesen. Am 25. Oktober 1909 wurde ein neues Schulgebäude mit Lehrerwohnungen eingeweiht (Baukosten 26.000 Mark), welches bis 1973 für die Klassen 1 – 4 genutzt wurde. Die Stadt Bramsche verkaufte den Komplex im Zuge der Gemeinde- und Verwaltungsreform an die Bernsteinschleiferei Firma Herrling (heute: Im Alten Dorf Nr. 31). In den Jahren 1963 und 1969 entstand in zwei Bauabschnitten das Gebäude der Mittelpunktschule (Grund- und Hauptschule). Die Grund- und Hauptschule wurde 2013 aufgelöst. In dem Gebäude befindet sich heute eine Grundschule und der Kindergarten „Pfiffikus“, neben dem seit 1972 bestehenden „Wirbelwind“ einer von insgesamt zwei Kindergärten in Engter.

## Verkehr, Infrastruktur und Wirtschaft

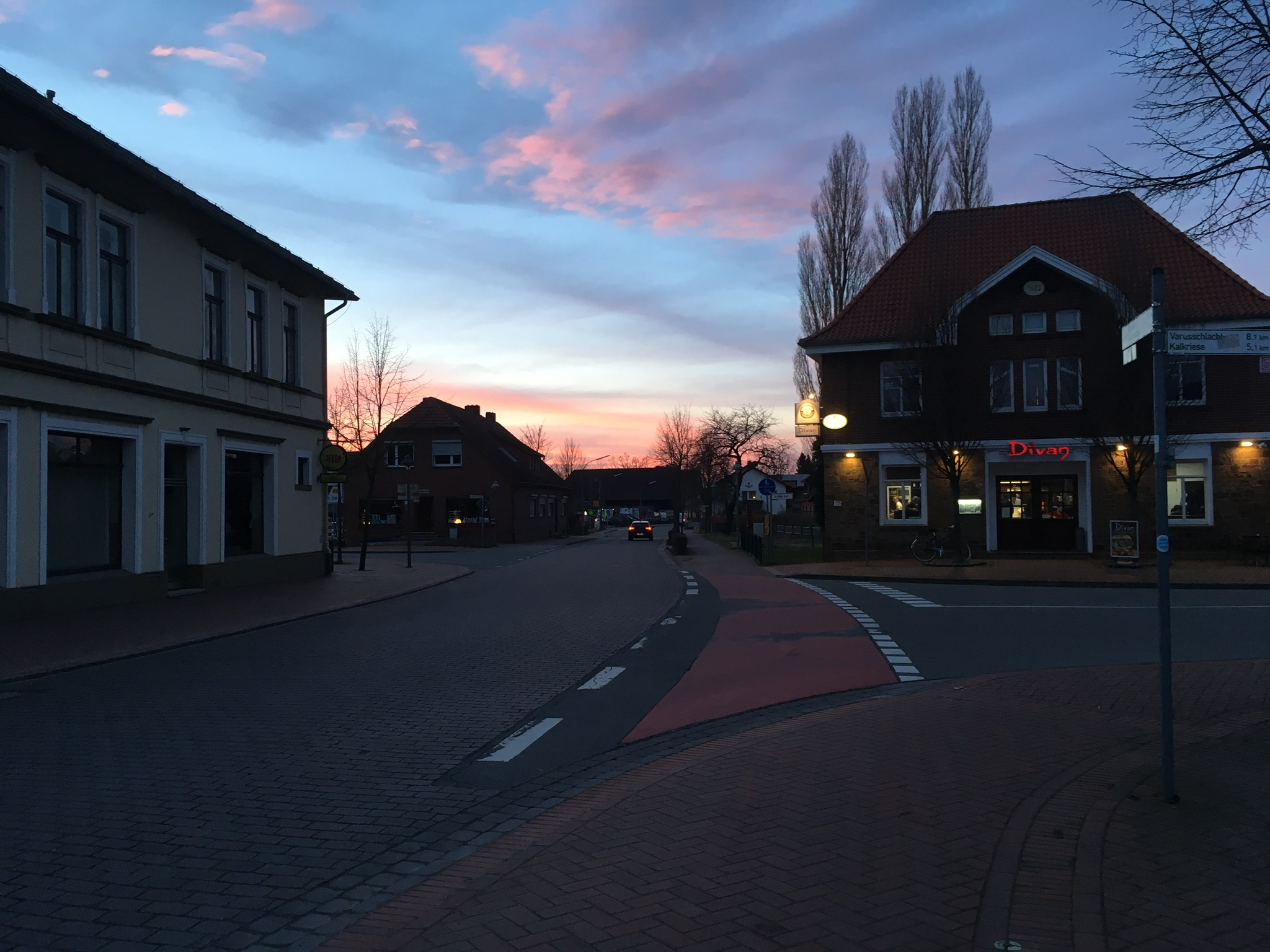

Engter ist auf Grund der Nähe zu Bramsche und Osnabrück und durch die Anbindung an die A 1 sehr verkehrsgünstig gelegen. Sämtliche Infrastruktureinrichtungen sind vorhanden, wie etwa zwei Hausarztpraxen, Zahnarztpraxis, Apotheke, Filiale der Kreissparkasse Bersenbrück und der Vereinigten Volksbank, Supermarkt, Bäckereien, Gastronomie, Tankstellen, Freie Kfz-Werkstatt, VAG-Autohaus, Elektro- und Sanitärgeschäft, ein Raumausstatter sowie Landmaschinenhändler.

## Einwohnerentwicklung
Wohnbevölkerung der Gemeinde Engter mit Gebietsstand vom 27. Mai 1970:
| Datum              | Einwohner |
| ------------------ | --------- |
| 17. Mai 1939       | 841       |
| 13. September 1950 | 1494      |
| 6. Juni 1961       | 1582      |
| 27. Mai 1970       | 1791      |

Am 1. Juli 1972 wurde Engter in die Stadt Bramsche eingegliedert.
Heute leben rund 3.000 Menschen in dem Ortsteil.

## Persönlichkeiten aus Engter
- Hans-Joachim Driehaus (*28. September 1940), Vorsitzender Richter am Bundesverwaltungsgericht a. D. und Hochschullehrer
- Reinhard Klimmt (*16. August 1942), deutscher Politiker (SPD), Ministerpräsident des Saarlandes und Bundesminister für Verkehr, Bau- und Wohnungswesen
- Gustav Lübbe (*12. April 1918 – †18. Mai 1995), Verleger
- Julius Schwietering (* 25. Mai 1884 in Engter; † 21. Juli 1962 in Frankfurt am Main), Germanist und Volkskundler